# Syneches matilei
Syneches matilei är en tvåvingeart som beskrevs av Charbonnel 1998. Syneches matilei ingår i släktet Syneches och familjen puckeldansflugor. Inga underarter finns listade i Catalogue of Life.